# シロール
シロール（イタリア語: Siror）は、イタリア共和国トレンティーノ＝アルト・アディジェ州トレント自治県プリミエーロ・サン・マルティーノ・ディ・カストロッツァの分離集落（フラツィオーネ）。
かつては独立の自治体（コムーネ）であったが、2016年1月1日に近隣のフィエーラ・ディ・プリミエーロ、トナディーコ、トランサックアと合併し、新自治体の一部となった。

## 地理

### 位置・広がり
トレント自治県北東部、ヴァッレ・ディ・プリミエーロに位置する集落。フィエーラ・ディ・プリミエーロ（自治体の中心地区でありヴァッレ・ディ・プリミエーロの中心集落でもある）から南東へ1km、県都トレントから東北東へ56kmの距離にある。

#### 隣接コムーネ
コムーネとしてのシロールは、以下のコムーネと隣接していた。括弧内のBLはベッルーノ県所属を示す。
- カナーレ・ダーゴルド (BL)
- プレダッツォ
- カナール・サン・ボーヴォ
- メッツァーノ
- イメール
- トナディーコ
- トランサックア

### かつての分離集落
リゾート地として著名なサン・マルティーノ・ディ・カストロッツァは、シロールのコムーネに含まれていた。シロールの集落からは北北西へ約9kmの距離にある。

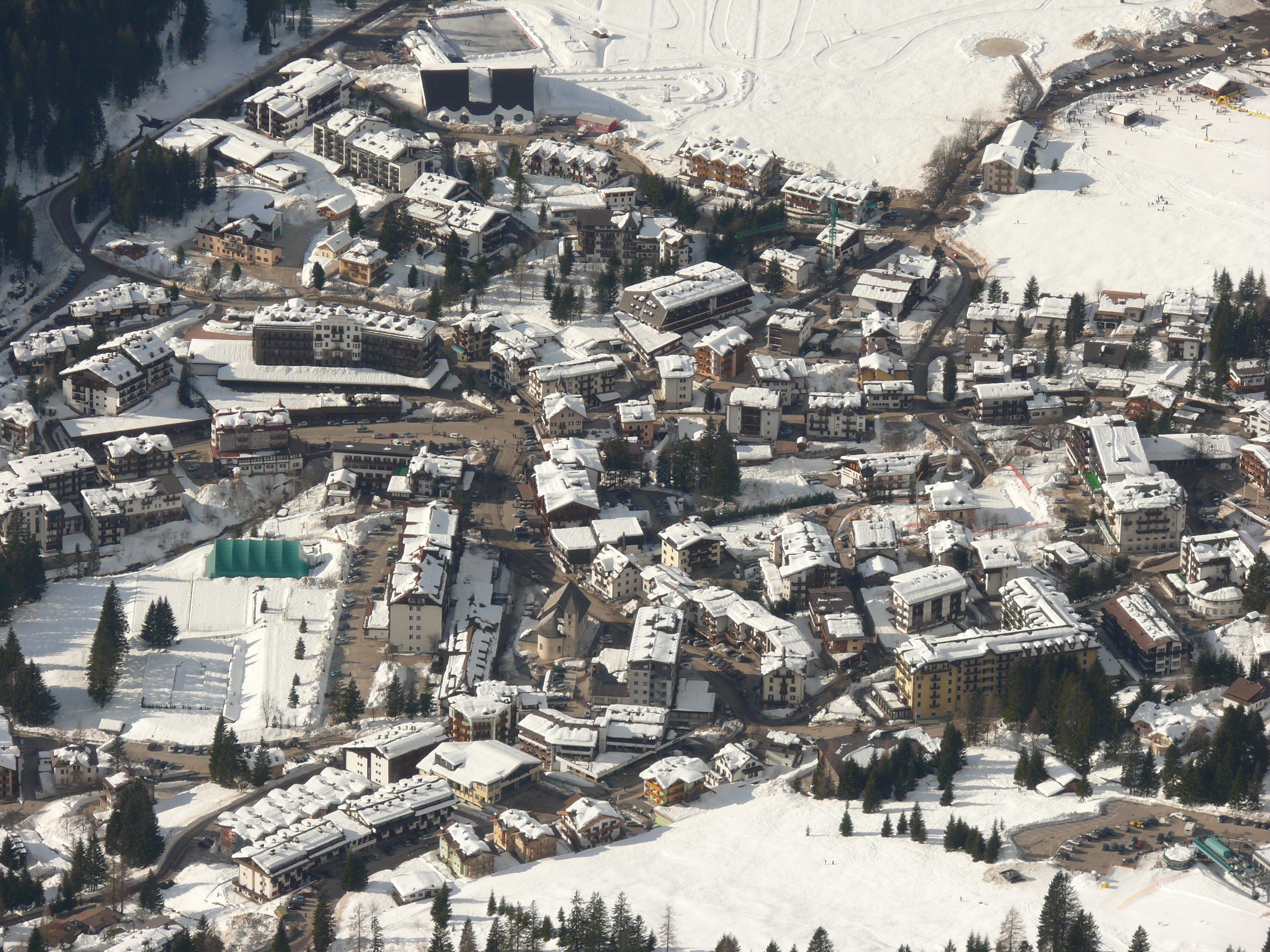
San Martino di Castrozza 地区

## 行政

### Comunita di valle
トレント自治県が設置した広域行政組織 Comunità di valle のひとつ「プリミエーロ」 (it:Comunità di Primiero)  （事務所所在地: トナディーコ）に属していた。

## 姉妹都市
- Schönberg im Stubaital、オーストリア
- Piraquara、ブラジル